# Howhannes Sargsjan
Howhannes Sargsjan (armenisch: Հովհաննես Սարգսյան; englische Transkription: Hovhannes Sargsyan; * 14. November 1987 in Gjumri) ist ein ehemaliger armenischer Skilangläufer und Biathlet. Er nahm an den Olympischen Winterspielen 2006 teil.

## Werdegang

### Skilanglauf
Howhannes Sargsjan gab sein internationales Debüt im Rahmen der Nordischen Skiweltmeisterschaften 2003 im Val di Fiemme. Über 15 Kilometer Klassisch wurde er 87. und im Freistil-Sprint 74. In der Doppelverfolgung konnte er als überrundeter Athlet das Rennen nicht beenden. Ein Jahr später nahm er an den Junioren-Weltmeisterschaften in Stryn teil und wurde 87. über 10 Kilometer Freistil sowie 83. des Freistil-Sprints. Danach nahm er in Murmansk erstmals an einem Rennen des Continental Cups teil, weitere Rennen in dieser Serie und dessen Nachfolgern wie dem Eastern Europe Cup und in FIS-Rennen folgten. In Oberstdorf folgte im Jahr darauf die Teilnahme an den Nordischen Skiweltmeisterschaften 2005. Über 15 Kilometer Freistil erreichte Sargsjan Platz 107, wurde 76. im Klassik-Sprint und mit Edmond Khachatryan 24. im Freistil-Teamsprint.
Im folgenden Jahr folgte der Karrierehöhepunkt für den Armenier mit der Teilnahme an den Olympischen Winterspielen 2006 von Turin. Bei den Wettbewerben in Pragelato wurde er 88. über 15 Kilometer Klassisch, 79. des Freistil-Sprints und mit Khachatryan 23. des Klassik-Teamsprints. 2007 nahm er letztmals an Junioren-Weltmeisterschaften teil. In Tarvis wurde Sargsjan 84. über 10 Kilometer Freistil und 82. der Verfolgung. In Liberec nahm er 2009 zum dritten Mal an Weltmeisterschaften teil. Im Freistil-Sprint platzierte er sich als 92., im Verfolgungsrennen kam er nicht ins Ziel. Im Februar 2011 nahm er letztmals an den Nordischen Skiweltmeisterschaften in Oslo teil. Dabei belegte er den 108. Platz im Sprint und den 106. Rang über 15 km klassisch. Dies war auch sein letzter internationaler Auftritt als Skilangläufer.

### Biathlon
Im Biathlon trat Sargsjan fast ausschließlich in der Variante des Crosslauf-Biathlons international in Erscheinung. Bei den Junioren-Wettkämpfen der Sommerbiathlon-Weltmeisterschaften 2007 in Otepää wurde er 45. des Sprints. In der Mixed-Staffel kam er nicht mehr zum Einsatz, da die vor ihm laufende Knarik Miralyan ausschied. Die erste Teilnahme bei einem Großereignis im Leistungsbereich bei den Männern wurde die Teilnahme an den Sommerbiathlon-Europameisterschaften 2010 in Osrblie. Mit Sargsjan und Samwel Torossjan vertraten erstmals Armenier ihr Land bei einem Großereignis im Biathlon. Sargsjan wurde mit sieben Schießfehlern 35. des Sprints und trat wie sein Landsmann zur Verfolgung nicht mehr an. Bei den Sommerbiathlon-Weltmeisterschaften 2010 in Duszniki-Zdrój kam er mit 10 Schießfehlern auf den 39. und damit letzten Platz im Sprint. Im folgenden Jahr belegte er bei den Sommerbiathlon-Weltmeisterschaften 2011 in Nové Město den 53. Platz im Sprint. Im Dezember des Jahres lief der Armenier zum einzigen Mal in einem Rennen des IBU-Cups, in Ridnaun kam er im Einzel mit 13 Schießfehlern recht abgeschlagen als Letzter ins Ziel.
Ab 2012 nahm Sargsjan auch an keinem Wettkampf im Biathlon mehr teil.

## Teilnahmen an Weltmeisterschaften und Olympischen Spielen

### Olympische Spiele
| Jahr und Ort | Wettbewerb | Wettbewerb | Wettbewerb | Wettbewerb | Wettbewerb | Wettbewerb |
| Jahr und Ort | 15 km      | Skiathlon  | 50 km      | Sprint     | Staffel    | Teamsprint |
| ------------ | ---------- | ---------- | ---------- | ---------- | ---------- | ---------- |
| 2006 Turin   | 88.        | –          | –          | 79.        | –          | 24.        |

#### Nordische Skiweltmeisterschaften
| Jahr und Ort       | Wettbewerb | Wettbewerb | Wettbewerb | Wettbewerb | Wettbewerb | Wettbewerb |
| Jahr und Ort       | 15 km      | Skiathlon  | 50 km      | Sprint     | Staffel    | Teamsprint |
| ------------------ | ---------- | ---------- | ---------- | ---------- | ---------- | ---------- |
| 2003 Val di Fiemme | 87.        | LAP        | –          | 74.        | –          | –          |
| 2005 Oberstdorf    | 107.       | –          | –          | 76.        | –          | 24.        |
| 2007 Sapporo       | 95.        | –          | –          | 67.        | –          | –          |
| 2009 Liberec       | –          | –          | –          | 92.        | –          | –          |
| 2011 Oslo          | 106.       | –          | –          | 108.       | –          | –          |